# 融水

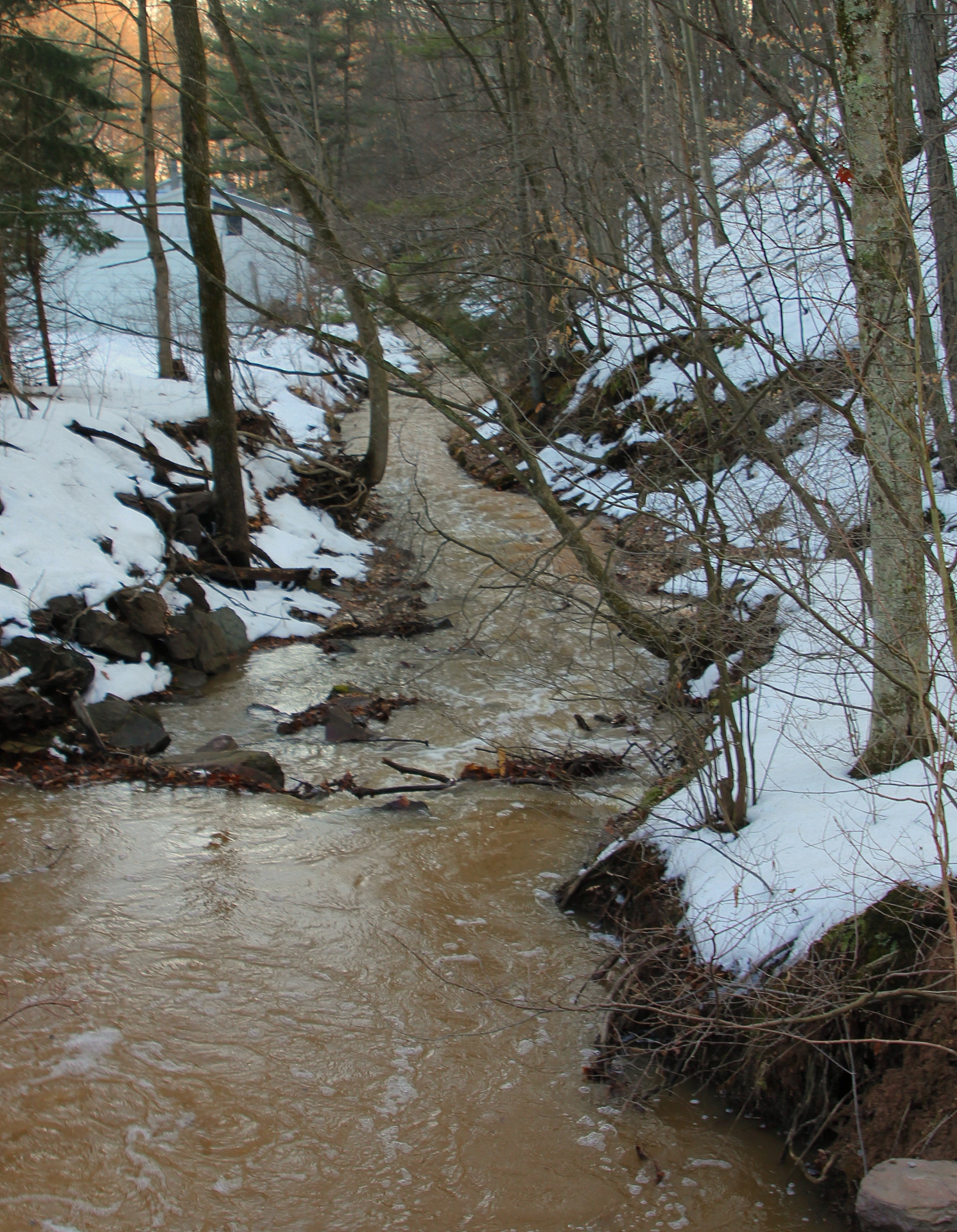
美国宾夕法尼亚州早春河流开冻后的融水

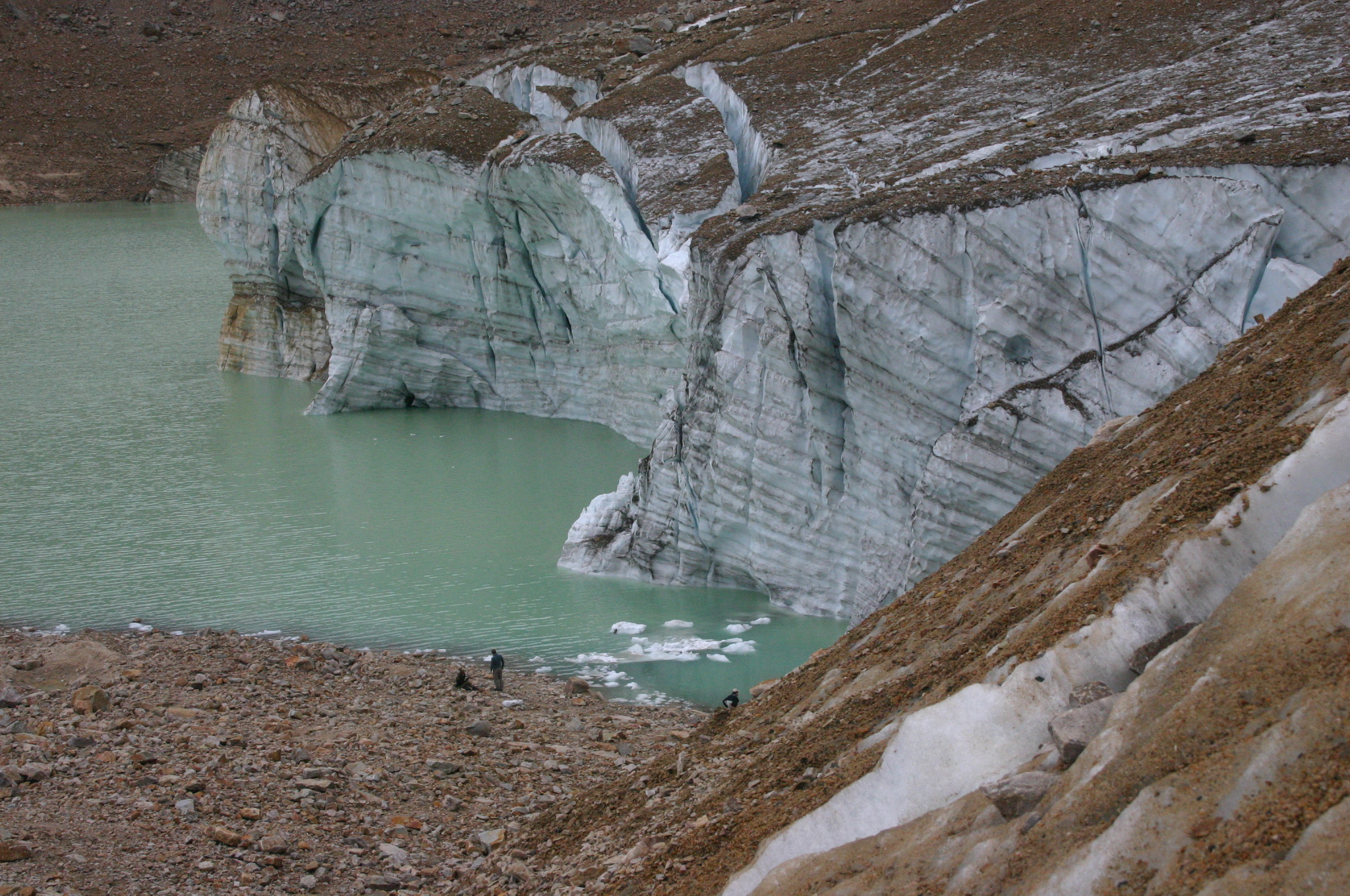
加拿大贾斯珀国家公园卡维尔冰川的融水

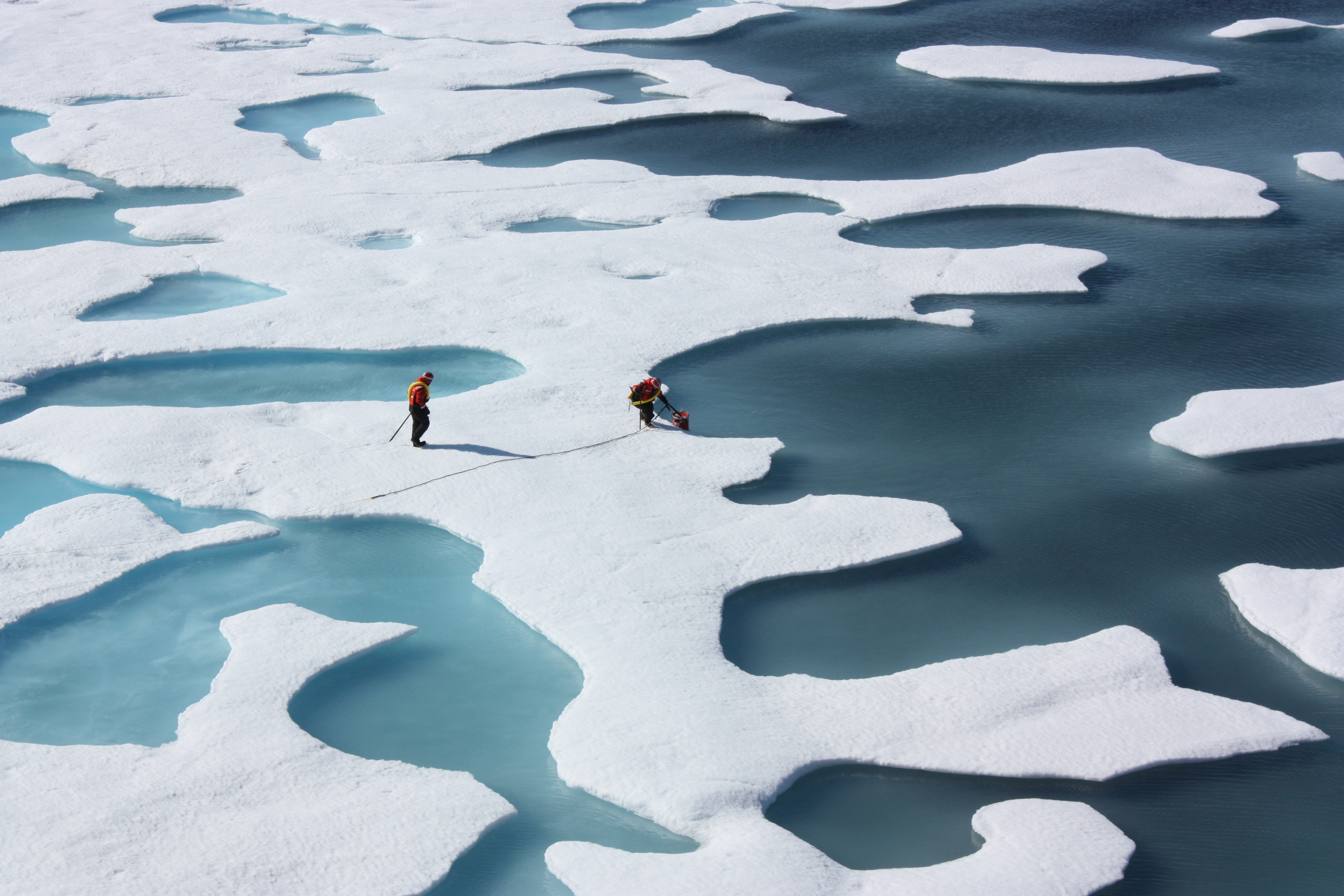
北极冰盖上的融水池

融水（meltwater）是地球表面堆积的固态水（冰和雪）在自然融化后释放出的液态水，通常出现在雪线附近的冰川、冰山和冰架周边的消融区，或者是冬季有降雪的温带地区。海拔较高的火山喷发和撞击事件有时也会融化堆积区的冰帽和积雪并突然产生大量融水。
融水通常会在重力作用下沿着地形流向低处，形成一定的地表径流，在进一步汇集后形成较有规模的溪流和河流。如果融水滞留在某处没有外流，则会形成融水池（melt pond）。如果气温降低，许多被释放的融水会重新冻结成冰。融水还可以因为冰与地面之间摩擦和地热而在冰层下方产生，从而形成冰下湖（subglacier lake）。

## 水源

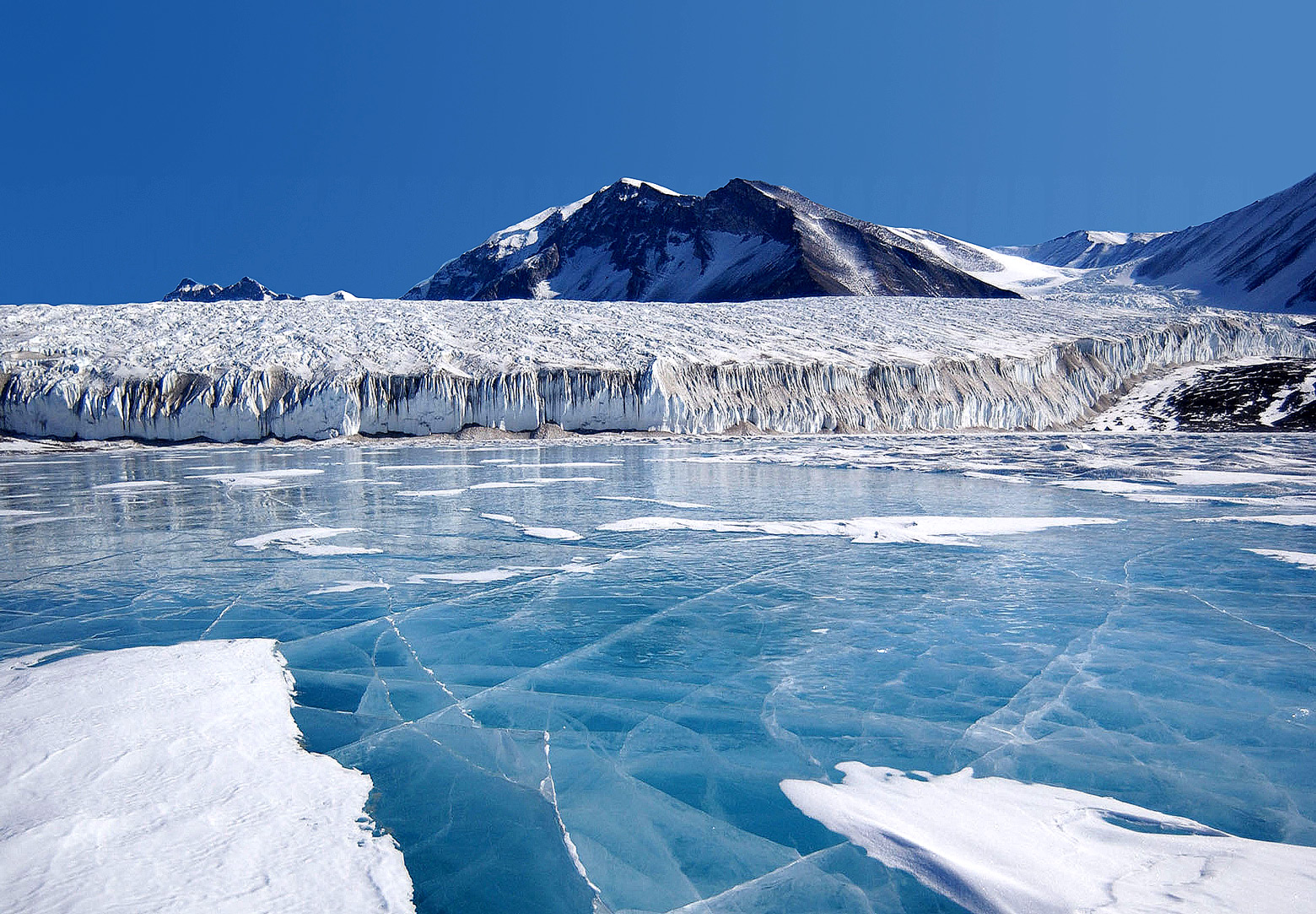
南极洲加拿大冰川重新冻结的冰川融水

高山积雪和冰川的季节性融化产生的融水为世界上一大部分人口提供了饮用水、农业灌溉和水力发电使用的淡水。现今，气候变化已经显著威胁山地降雪量并导致冰川退缩。
一些城市周边有收集积雪融水来补充供水的湖泊，其他一些城市则建造水库来间接收集河水，而这些河水中很大一部分是来自于数百公里外的直流融水。而降雪后的融水也可以渗入土壤并补充地下水。此类收集并使用融水的城市包括墨尔本、堪培拉、洛杉矶、拉斯维加斯等等。
在北美，78%的融水流向大陆分水岭以西，22%流向分水岭以东。
美国怀俄明州和加拿大艾伯塔省的农业在种植季节都依赖冰川融水提供更稳定的水源。
中国西北的天山地区曾因为富有冰川径流而被誉为“绿色迷宫”，但是从1964～2004年间冰川体积显著减少以至于整个下游流域都变得更加干旱，并严重影响了水源的可持续性。
在热带地区，山区河流的流量会因季节发生很大变化，而高海拔的冰川融水可以为全年的水源安全起到一定的缓冲作用，但如今也受到气候变化和干旱化的威胁。严重依赖冰川融水的城市包括玻利维亚的拉巴斯和埃尔阿尔托，约30%的用水源自融水。冰川融水的变化对安第斯山脉偏远高原地区的影响更大，因为高海拔地区水体中融水的占比要高于低海拔地区。在玻利维亚的安第斯地区，冰川融水对地表水的贡献在雨季为31～65%，在旱季可达到39～71%。

## 冰川融水

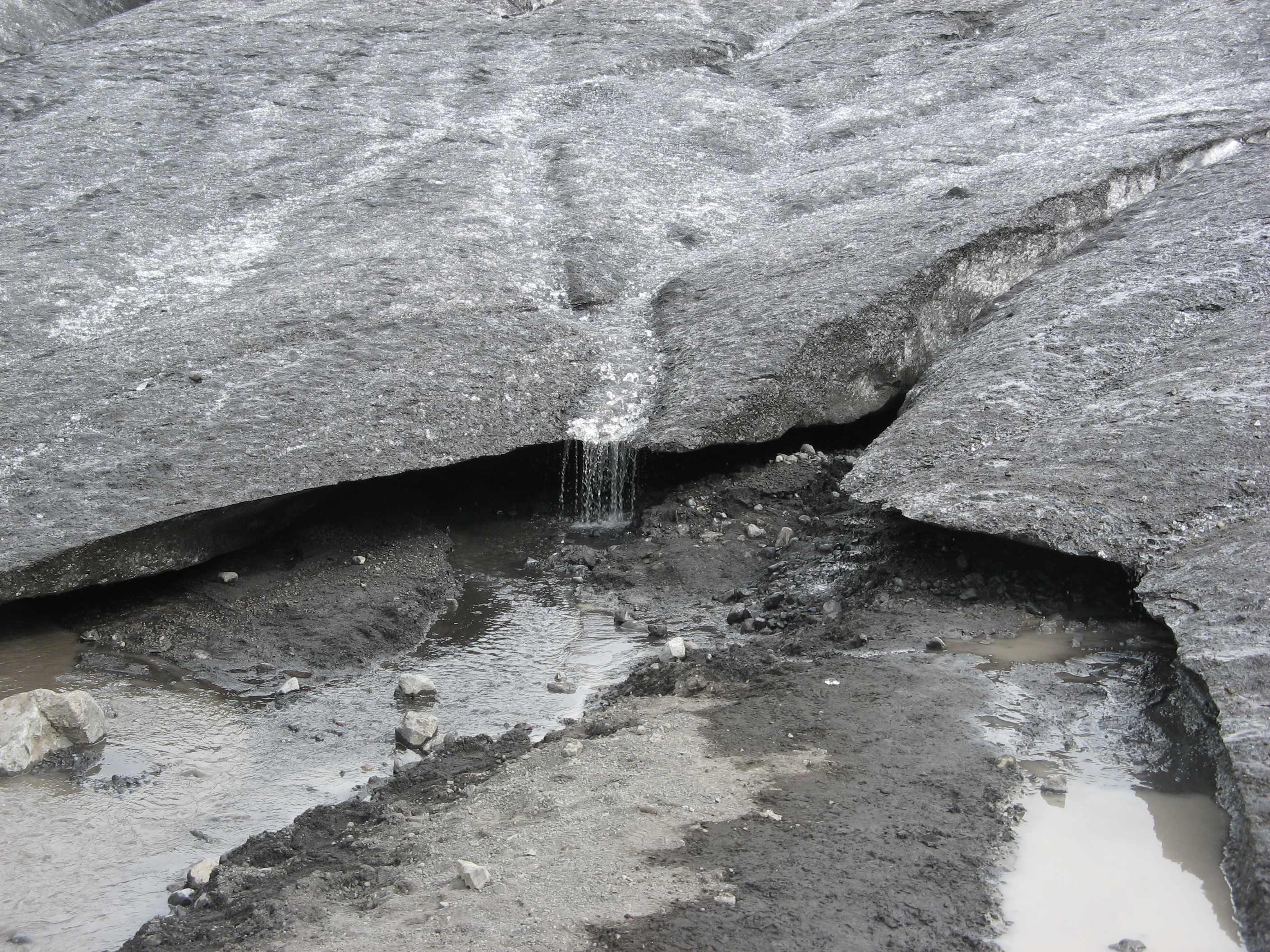
冰岛瓦特納冰原的融水

冰川在外力、地热和滑动摩擦的作用下会发生融化并释放淡水。许多山地河流在进入湖泊前会流经冰川区域，水中带有的岩石在冰川下研磨掉下的“岩粉”沉积物，这些粉末在日光照射下会让湖水呈现出美丽的蓝色，并让整个湖面看似一个稍有乳浊的绿松石。
冰川边缘和下方的融水可以起到润滑剂的作用，使得冰川更容易产生滑动。用全球定位系统做出的冰流测量发现在融水深度最大的位置冰川移动也最多。
冰川融水可以影响高经济价值的重要渔场，比如以盛产鲑鱼而著名的阿拉斯加的基奈河。

## 气候变化
融水量的变化可以用作估算气候突变的指标，比如在南极洲西部宾德谢德勒冰流的一个支流测量出冰盖表面有快速的垂直运动，证明冰下有一个较大的融水体。
融水的增多还会破坏冰川湖的稳定性，特别是当终碛湖边缘被水压冲破时，会产生突然性的洪水。融水还会加剧积雪结构的松垮，导致雪崩。

### 全球变暖
在2007年6月发表的一份报告中，联合国环境署估计全球变暖导致的亚洲冰川、积雪和融水的丧失会导致40%的世界人口受到影响。预测的冰川融化趋势意味着这些亚洲地区的季节气候已有极端化。在历史上，末次冰盛期结束后的全新世冰川消退就造成了大量融水洪积和海平面上升。